# Sophie and the Giants
Sophie and the Giants, también abreviado como SATG, son un grupo musical de Inglaterra, fundado en Sheffield en 2015.

## Historia

### Formación e inicios (2015–2018)
El grupo fue fundado por la cantante Sophie Scott: al principio, la única intención de la banda era ensayar con la ayuda de amigos músicos aficionados, pero en la primavera de 2017 Scott decidió involucrar al batería Chris Hill, el bajista Bailey Stapledon y el guitarrista Toby Holmes, que en aquella época eran estudiantes en el Guildford Music College, para que se tomasen el proyecto más en serio y fueran una banda de verdad.
Más adelante, se trasladan a Sheffield, en donde empezaron a tocar en conciertos, con un repertorio que incluía  versiones de Supertramp y Chris Isaak además de canciones originales. En abril de 2018 publicaron su primer sencillo, Monsters, y en octubre de 2018 lanzaron su EP Adolescence que incluía las canciones Bulldog, Space Girl y Waste My Air.

### Éxito comercial (2019–actualidad)
SATG comenzaron el año 2019 tocando para BBC Radio Sheffield el 12 de enero; el 15 de marzo publicaron el nuevo sencillo The Light, que fue elegido por la empresa de videojuegos Codemasters para el tráiler del juego de carreras Grid. La canción también fue utilizada por la compañía Vodafone en su publicidad en Alemania.
A principios de junio, Antonia Pooles sustituyó a Stapledon. Más adelante durante ese verano, la banda tocó en el Festival de Reading y Leeds y en el Festival de Glastonbury. Un nuevo sencillo, Break the Silence, fue publicado en agosto, seguido de Runaway en el mes de noviembre, y en diciembre SATG actuaron de nuevo para BBC Radio Sheffield, esta vez en directo en los estudios Maida Vale
A principios de 2020, SATG trabajaron con el DJ alemán Purple Disco Machine en la canción Hypnotized, que se publicó finalmente el 8 de abril, con un estilo fuertemente inspirado en el género de música italo disco. Hypnotized tuvo un gran éxito en Europa, especialmente en Italia, donde consigue tres discos de platino. Después lanzaron su siguiente sencillo Right Now, publicado en febrero de 2021. Éste fue seguido por la colaboración con el cantante italiano Michele Bravi en la canción "Falene" en la que Sophie cantó en italiano y se publicó el 18 de junio de 2021 por Universal Music. Su siguiente sencillo, If I Don't Break Your Heart I'll Break Mine,  se edita el 23 de julio de 2021.
El 12 de noviembre de 2021 se publica la canción Golden Nights, con el DJ y productor Benny Benassi, además de Dardust y Astrality.
El 1 de abril de 2022 Sophie actúa junto con Purple Disco Machine en el festival Primavera Pop en Madrid, interpretando los éxitos Hypnotized y In the Dark.

## Miembros
Miembros actuales
- Sophie Scott – voz (2015–actualidad)
- Antonia Pooles – bajo (2019–actualidad)
- Toby Holmes –  guitarra (2017–actualidad)
- Chris Hill – batería (2016–actualidad)

Miembros anteriores
- Bailey Stapledon – bajo (2017–2019)

## Discografía

### EP
- Adolescence (2018)

### Sencillos
- Monsters (2018)
- Bulldog (2018)
- Space Girl (2018)
- Waste My Air (2018)
- The Light (2019)
- Runaway (2019)
- Break The Silence (2019)
- Hypnotized con Purple Disco Machine (2020)
- Right Now (2021)
- Don't Ask Me to Change (2021)
- Falene con Michele Bravi (2021)
- If I Don't Break Your Heart I'll Break Mine (2021)
- Golden Nights con Benny Benassi, Dardust y Astrality (2021)
- In the Dark con Purple Disco Machine (2022)
- We Own The Night (2022)
- DNA con MEARSY (2023)
- Paradise con Purple Disco Machine (2023)